# هاله متقیان
هاله متقیان (انگلیسی: Haleh Motaghiyan، زاده ۱۵ آبان ۱۳۷۶) بازیکن سابق تیم ملی والیبال جوانان ایران و بازیکن کنونی تیم ملی والیبال زنان ایران است. وی تا کنون در تیم‌های ذوب‌آهن اصفهان بازی کرده‌است و در کارنامهٔ ورزشی‌اش، سابقهٔ قهرمانی در لیگ برتر ایران را نیز دارد. او در رقابت‌های انتخابی المپیک ۲۰۲۰ توکیو نیز حضور داشت.

## افتخارات ورزشی
لیگ برتر والیبال کشور:
- قهرمانی: لیگ ۱۳۹۷ (ذوب‌آهن اصفهان)[۵][۹][۱۰]